# Chomikomyszka kalifornijska
Chomikomyszka kalifornijska (Chaetodipus californicus) – gatunek ssaka podrodziny szczuroskoczników (Perognathinae) w obrębie rodziny karłomyszowatych (Heteromyidae). C. californicus jest roślinożercą. Zamieszkuje tereny w amerykańskim paśmie górskim Sierra Nevada, na wybrzeżu południowej Kalifornii i północną część stanu Kalifornia Dolna w Meksyku. Lokalizacja typowa: USA, stan Kalifornia, harbstwo Alameda, Berkeley. Międzynarodowa Unia Ochrony Przyrody (IUCN) wymienia C. californicus w Czerwonej księdze gatunków zagrożonych jako gatunek najmniejszej troski (LC – least concern).

## Taksonomia
Gatunek po raz pierwszy naukowo opisał w 1889 roku amerykański zoolog Clinton Hart Merriam nadając mu nazwę Perognathus californicus. Holotyp pochodził z Berkeley, hrabstwie Alameda, w Kalifornii, w Stanach Zjednoczonych.
Jest gatunkiem parapatrycznym z chomikomyszką zaroślową. W oparciu o szczegółowe sekwencjonowanie genów nDNA i mtDNA, C. califomicus tworzy grupę siostrzaną z C. fallax. Autorzy Illustrated Checklist of the Mammals of the World rozpoznają siedem podgatunków.

### Etymologia
- Chaetodipus: gr. χαιτη khaitē „długie włosy”; rodzaj Dipus E.A.W. Zimmermann, 1780[16].
- californicus: Kalifornia[17].
- bensoni: Seth B. Benson (1905–2005), amerykański teriolog[9].
- bernardinus: San Bernardino, Kalifornia, Stany Zjednoczone[8].
- dispar: łac. dispar, disparis „różny, niepodobny, inny”[17].
- femoralis: późnołac. femoralis „okrycie na udo”, od łac. femur, femoris „udo”[17].
- marinensis: Marina, Kalifornia, Stany Zjednoczone[10].
- mesopolius: gr. μεσοπολιoς mesopolios „pół-szary”, od μεσος mesos „środkowy”; πολιος polios „szary”[6].
- ochrus: gr. ωχρος ōkhros „jasnożółty, blady, ziemisty”[17].

## Budowa ciała
W stosunku do innych gatunków rodzaju Chaetodipus chomikomyszka kalifornijska zaliczana jest do średnich lub dużych jego przedstawicieli. Futro ma szorstkie, w części grzbietowej wybarwione na kolor brązowo-szary z wyraźnym paskiem bocznym. W części brzusznej wybarwiona na kolor żótawobiały. Ogon dwukolorowy, pokryty sierścią. Brak wyraźnego dymorfizmu płciowego.
|                                         | wymiar     |
| --------------------------------------- | ---------- |
| długość ciała z głową                   | 86–92 mm   |
| długość ogona                           | 203–143 mm |
| długość ucha (średni wymiar)            | 13 mm      |
| długość kończyny tylnej (średni wymiar) | 26 mm      |
| masa ciała                              | do 18–29 g |

### Kariotyp
Garnitur chromosomowy tego zwierzęcia tworzą 22 pary (2n=44) chromosomów (FN=54).

## Tryb życia
Chomikomyszka kalifornijska wiedzie nocny, naziemny tryb życia. Wykazuje aktywność we wszystkich porach roku. Długość życia tych zwierząt: 2–3 lata.

### Rozród
Po ciąży trwającej około 25 dni chomikomyszka kalifornijska rodzi 4–5 młodych w miocie. Młode odłączają się od matki po osiągnięciu wieku około 3 tygodni. Dojrzałość płciową osiągają w wieku około 3 miesięcy.

## Rozmieszczenie geograficzne
C. californicus zamieszkuje tereny w amerykańskim paśmie górskim Sierra Nevada, na wybrzeżu południowej Kalifornii i północną część stanu Kalifornia Dolna w Meksyku. Lokalizacja typowa: USA, stan Kalifornia, harbstwo Alameda, Berkeley.
Zasięg występowania w zależności od podgatunku:
- C. c. californicus − zachodnia część USA: południowa część Zatoki San Francisco, zachodnio-centralna część stanu Kalifornia,
- C. c. bensoni − zachodnia część USA: południowa część zachodniego wybrzeża, zachodnio-centralna część Kalifornii,
- C. c. bernardinus − zachodnia część USA: pasma górskie San Gabriel i San Bernardino, południowo-zachodnia część Kalifornii,
- C. c. dispar − południowo-zachodnia część USA: wybrzeże Pacyfiku w południowo-zachodniej Kalifornii,
- C. c. femoralis − południowo-zachodnia część USA i północno-zachodni Meksyk: południowe wybrzeże Pacyfiku, południowo-zachodnia część Kalifornii (na południe do pasma Sierra de Juárez), północna część stanu Kalifornia Dolna,
- C. c. marinensis − zachodnia część USA: wybrzeże Pacyfiku w Kalifornii,
- C. c. mesopolius − północno-zachodni Meksyk (Sierra de San Pedro Mártir, północna część stanu Kalifornia Dolna),
- C. c. ochrus − zachodnia część USA: góry Temblor Range, Tehachapi i południowa część Sierra Nevada oraz wschodnio-centralna i południowo-centralna część Kalifornii.

## Ekologia
C. californicus zasadniczo są roślinożercami. Żerują głównie na nasionach krzewów, roślinach jednorocznych i trawach. Mogą także spożywać mniejsze ilości roślinności zielonej i owady. Pokarm jest zbierany w zewnętrznych, wyściełanych futrem workach policzkowych i przenoszony do nor, gdzie jest magazynowany. Chomikomyszka kalifornijska nie musi pić wody. Organizm przyswaja wystarczającą ilość wody ze spożywanych pokarmów stałych.

### Siedlisko
Chomikomyszka kalifornijska zasiedla tereny gęstych nizinnych i górskich chaparrali na wysokości do ok. 1500 m n.p.m. Rzadziej spotykana jest w obszarach suchych pustynnych lub trawiastych oraz na terenach przybrzeżnych.

## Ochrona
Międzynarodowa Unia Ochrony Przyrody (IUCN) wymienia C. californicus w Czerwonej księdze gatunków zagrożonych jako gatunek najmniejszej troski (LC – least concern).